# Червін Петро Степанович
Петро́ Степа́нович Че́рвін (нар. 9 лютого 1960, Лагодів, УРСР) — український футболіст та футбольний тренер, основна діяльність якого пов'язана з тернопільською «Нивою».

## Життєпис
Петро Червін народився у селі Лагодів, що на Львівщині. Виступав за львівські «Трудові резерви». У 1979 році захищав кольори «Ниви» з Підгайців у змагання колективів фізкультури. Згодом був футболістом «Зорі» з Хоросткова.
Після закінчення кар'єри гравця розпочав тренерську кар'єру. У 1986 році очолював юнацьку команду з Бережан, разом з якою став чемпіоном СРСР серед представників спортивного товариства «Колос» на змаганнях у Москві. Протягом першої половини 1992 року обіймав посаду головного тренера заліщицького «Дністра».
У 1997 році став одним із засновників виробничо-комерційної фірми «Піат ЛТД», що займалася роздрібною торгівлею пальним.
У пресі зустрічається інформація, що Петро Червін очолював чортківський «Кристал» та бережанську «Лисоню», однак жодних конкретних фактів щодо періодів його керування цими клубами немає. У липні 2006 року Червін змінив на тренерському містку тернопільської «Ниви» Юрія Дубровного. Обіймав посаду головного тренера до травня наступного року, працюючи в тандемі з Сергієм Шиманським.
В середині липня 2011 року був вдруге призначений головним тренером «Ниви», однак через незадовільні результати залишив команду у вересні того ж року.
У 2016 році очолив футбольний клуб «Бережани».

## Родина
- Син — Червін Степан Петрович (1984), український футболіст, півзахисник[9].